# Megophrys tuberogranulatus
Megophrys tuberogranulatus es una especie de anfibio anuro de la familia Megophryidae.

## Distribución geográfica
Esta especie es endémica de la provincia de Hunan en la República Popular de China. Habita entre los 1076 y 1130 metros sobre el nivel del mar en el condado de Sangzhi.

## Publicación original
- Mo, Shen, Li & Wu, 2010 : A new species of Megophrys (Amphibia: Anura: Megophry-idae) from the northwestern Hunan Province, China. Current Zoology, vol. 56, n.º 4, p. 432-436[2]